# Outnumbered
Outnumbered est une série télévisée britannique en 31 épisodes de 30 minutes et quatre épisodes spéciaux de 40 minutes, créée par Andy Hamilton et Guy Jenkin, et diffusée entre le 28 août 2007 et le 26 décembre 2016 sur BBC One.
Cette série est inédite dans tous les pays francophones.

## Synopsis
Une comédie sur la vie quotidienne d'une famille chaotique, avec trois enfants en pleine croissance.

## Distribution

### Acteurs principaux
- Hugh Dennis (en) : Pete
- Claire Skinner (en) : Sue
- Tyger Drew-Honey : Jake
- Daniel Roche (en) : Ben
- Ramona Marquez (en) : Karen

### Acteurs récurrents
- Samantha Bond : Angela (10 épisodes, 2007-2014)
- David Ryall : Grandad (8 épisodes, 2007-2011)
- Hattie Morahan : Jane (5 épisodes, 2007-2012)
- Rosalind Ayres : Gran (4 épisodes, 2010-2012)
- Anna Skellern : Kelly (4 épisodes, 2010)
- David Troughton (en) : Mr. Hunslet (3 épisodes, 2011)
- Emily Berrington : Stacey (3 épisodes, 2014)
- Jonathan Cullen (en) : Headmaster (3 épisodes, 2007-2008)
- Michaela Brooks : Jo (3 épisodes, 2008)
- Lorraine Pilkington : Barbara (3 épisodes, 2008)
- Danni Bennatar : Alexa (3 épisodes, 2007-2008)

## Tournage

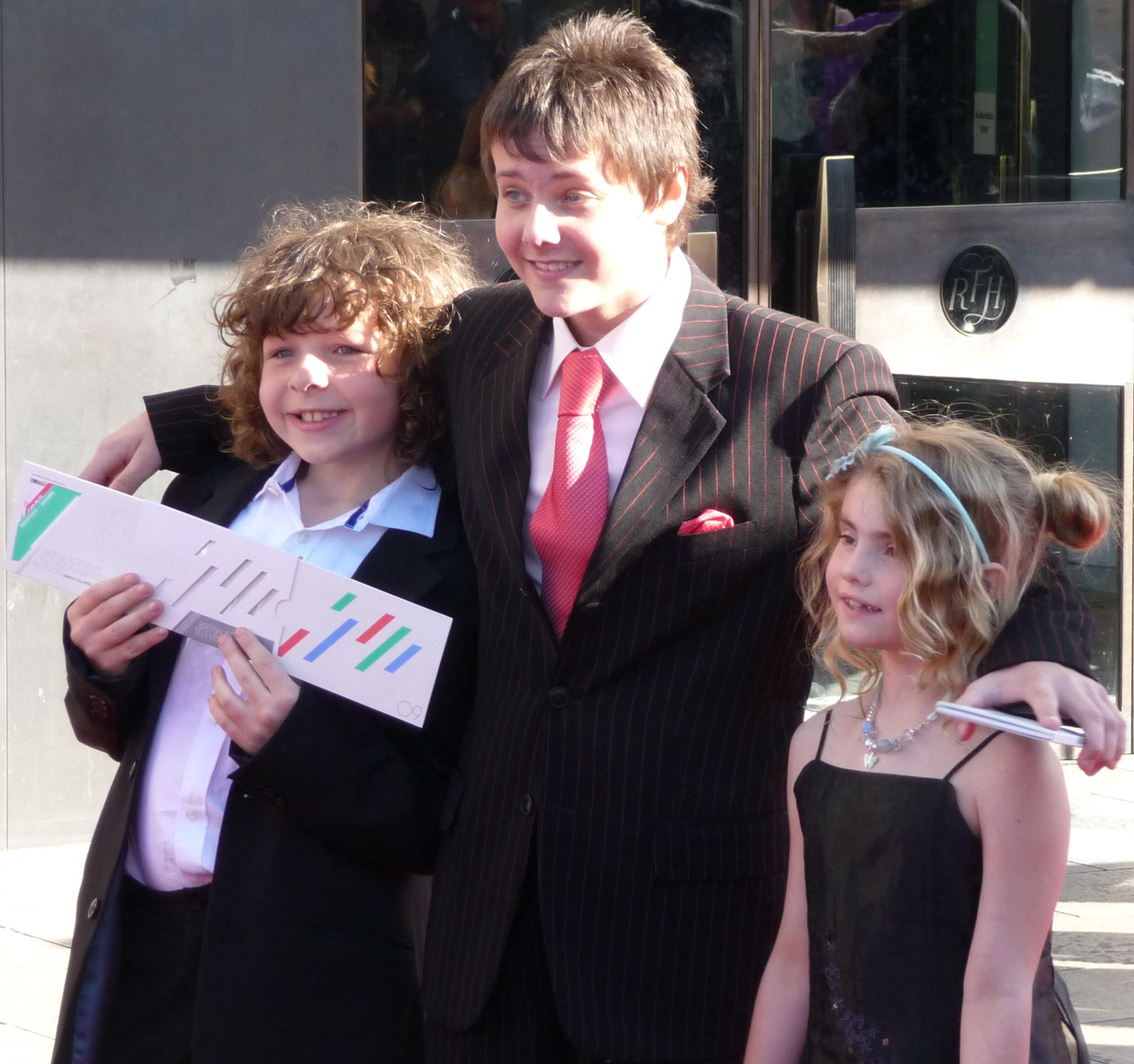
Les acteurs dans Outnumbered, Tyger Drew-Honey, Ramona Marquez et Daniel Roche

Filmé dans le Borough londonien de Wandsworth au sud de Londres. Les réalisateurs sont Andy Hamilton et Guy Jenkin.

## Épisodes
| Série                | Épisodes | Date de sortie |
| -------------------- | -------- | -------------- |
| 1                    | 6        | 28/08/2007     |
| 2                    | 7        | 15/11/2008     |
| Special 2009         | 1        | 27/12/2009     |
| 3                    | 6        | 08/04/2010     |
| 4                    | 6        | 02/09/2011     |
| Specials (2011-2012) | 2        | 24/12/2011     |
| 5                    | 6        | 29/01/2014     |
| Special 2016         | 1        | 26/12/2016     |

## Distinctions
La série a été nommée pour les Broadcast Award de 2008 pour la meilleure comédie mais a perdu contre The Thick of It.
Elle a gagné plusieurs prix : Royal Television Society Awards, deux Broadcasting Press Guild.